# Centre de Tecnificació d'Alacant
El Centre de Tecnificació Esportiva d'Alacant, és una instal·lació esportiva que de la ciutat d'Alacant amb una àmplia activitat esportiva de la ciutat d'Alacant i les comarques del Sud. En ell entrenen habiutalment les escoles de tecnificació esportiva de la gva de les modalitats de Judo, Badminton i tenis taula, així com escoles esportives municipals i clubs de la localitat com el Fundació Lucentum i San Blas de Bàsquet o el Club de Bandminton d'Alacant entre d'altres.
A més, també compta amb instal·lacions preparades per albergar competicions i esdeveniments esportius d'alt nivell. El Centre de Tecnificació Esportiva d'Alacant, classificat pel Consell Superior d'Esports mitjançant la Resolució de 19 de març del 2001 (BOE núm. 130 de 31/05/01), posa a disposició de l'esport de competició tots els mitjans materials, humans, tècnics i científics a fi de que els esportistes puguen desenvolupar les seues potencialitats al màxim, aconseguint el més alt nivell esportiu, sempre des del punt de vista interdisciplinari i fomentant la formació integral dels esportistes d'elit. En l'actualitat disposa dels Serveis de Suport a l'Esportista per a esportistes d'eli
El pavelló, obra dels arquitectes Enric Miralles i Carme Pinós, va ser inaugurat l'any 1993, amb una capacitat de 5.696 espectadors. Durant el 2006 es van dur a terme obres de reforma i neteja de tot l'edifici per ser la subseu de l'Eurobasket. És un complex edifici que sorprèn per la seua estructura i les seues formes.
Situat junt altres recintes esportius importants a Alacant com l'Estadi José Rico Pérez o el Pavelló Pitiu Rochel, l'adreça del centre és al carrer Foguerer José Ramón Gilabert Davó, s/n, 03005.
A més de ser l'escenari d'alguns dels episodis més importants de la història del Club Bàsquet Lucentum (com per exemple la promoció d'ascens a l'ACB l'any 2009).
El Centre de Tecnificació va ser la seu de competicions com l'Eurobasket 2007 o el XVII Campionat Mundial de Gimnastica Rítmica celebrat l'any 1993.